# Cryphaea parvula
Cryphaea parvula är en bladmossart som beskrevs av Mitten in J. D. Hooker 1867. Cryphaea parvula ingår i släktet Cryphaea och familjen Cryphaeaceae. Inga underarter finns listade i Catalogue of Life.